# Mitrella albina
Mitrella albina là một loài ốc biển, là động vật thân mềm chân bụng sống ở biển trong họ Columbellidae.

## Miêu tả
Loài này có kích thước giữa 9 mm and 18 mm

## Phân bố
Chúng phân bố ở Biển Đỏ và ở Ấn Độ Dương dọc theo Madagascar, KwaZuluNatal, và ở hải vực Ấn Độ Dương-Tây Thái Bình Dương